# 熱唱!テレサ・テン 東京夜景
『熱唱!テレサ・テン 東京夜景』（ねっしょう!テレサ・テン とうきょうやけい）は、テレサ・テンの日本での通算6枚目のオリジナル・アルバムである。1978年6月21日にポリドール・レコードからLP盤（レコード品番：MR 3124）形式でリリースされた。全12曲収録。
ディスクジャケット帯のキャッチコピーは「「空港」「夜のフェリーボート」そして「東京夜景」テレサ演歌三部作!」。

## 概要
同年5月にリリースした新曲「東京夜景」と前作シングル「あなたと生きる」をはじめ、演歌カバー曲と本作のために書き下ろされた完全オリジナル曲を収録。また、中国語曲の「夜来香」と「何日君再来」では本作に初収録された。利岡和孝がプロデューサー、武藤義がジャケット撮影を務めている。演奏はポリドール・オーケストラが担当。
2006年4月12日にユニバーサルミュージックより初CD化（規格品番：UPCY-6132）された。

## 批評
CDジャーナルは、「表題曲「東京夜景」のほか、古くから中国で愛される「何日君再来」などを収録している。」と評した。

## 収録曲
| #         | タイトル             | 作詞                          | 作曲       | 編曲         | 時間  |
| --------- | -------------------- | ----------------------------- | ---------- | ------------ | ----- |
| A1.       | 「東京夜景」         | 阿久悠                        | 井上忠夫   | 高田弘       | 4:05  |
| A2.       | 「あなたと生きる」   | 千家和也                      | 猪俣公章   | 竜崎孝路     | 3:35  |
| A3.       | 「幕切れ」           | 阿久悠                        | 川口真     | あかのたちお | 3:18  |
| A4.       | 「冬日和」           | 東海林良                      | 徳久広司   | 小六禮次郎   | 3:30  |
| A5.       | 「手紙」             | 阿久悠                        | 川口真     | あかのたちお | 3:23  |
| A6.       | 「リターン東京」     | 千家和也                      | 猪俣公章   | 竜崎孝路     | 3:30  |
| B1.       | 「愛の終着駅」       | 池田充男                      | 野崎真一   | 森岡賢一郎   | 3:40  |
| B2.       | 「くちなしの花」     | 水木かおる                    | 遠藤実     | 薗広昭       | 3:30  |
| B3.       | 「津軽海峡・冬景色」 | 阿久悠                        | 三木たかし | 森岡賢一郎   | 3:28  |
| B4.       | 「港町ブルース」     | 深津武志 なかにし礼（補作詞） | 猪俣公章   | 森岡賢一郎   | 4:18  |
| B5.       | 「夜來香」           | 黎錦光                        | 黎錦光     | 森岡賢一郎   | 3:15  |
| B6.       | 「何日君再來」       | 黃嘉謨                        | 劉雪庵     | 薗広昭       | 2:53  |
| 合計時間: | 合計時間:            | 合計時間:                     | 合計時間:  | 合計時間:    | 42:25 |